# Dimorphandra
Genre
Dimorphandra est un genre de plantes à fleurs dicotylédones de la famille des Fabaceae, sous-famille des Caesalpinioideae, originaire d'Amérique du Sud, qui comprend 26 espèces acceptées.

## Liste d'espèces
Selon GBIF (23 mai 2022) :
- Dimorphandra campinarum Ducke
- Dimorphandra caudata Ducke
- Dimorphandra coccinea Ducke
- Dimorphandra conjugata (Splitg.) Sandwith
- Dimorphandra cuprea Sprague & Sandwith
  - Dimorphandra cuprea subsp. cuprea Sprague & Sandwith
  - Dimorphandra cuprea subsp. ferruginea (Ducke) M.F.Silva
  - Dimorphandra cuprea subsp. velutina (Ducke) M.F.Silva
- Dimorphandra davisiae Sprague & Sandwith
- Dimorphandra davisii Sprague & Sandwith
- Dimorphandra dissimilis R.S.Cowan
- Dimorphandra exaltata Schott
- Dimorphandra foldatsii Cowan
- Dimorphandra gardneriana Tul.
- Dimorphandra gigantea Ducke
- Dimorphandra ignea Ducke
- Dimorphandra jorgei M.F.Silva
- Dimorphandra loretensis M.F.Silva
- Dimorphandra macrostachya Benth.
  - Dimorphandra macrostachya subsp. congestiflora (Sprague & Sandwith) M.F.Silva
  - Dimorphandra macrostachya subsp. glabrifolia (Ducke) M.F.Silva
  - Dimorphandra macrostachya subsp. macrostachya Benth.
- Dimorphandra mediocris Ducke
- Dimorphandra mollis Benth.
- Dimorphandra multiflora Ducke
- Dimorphandra parviflora Spruce ex Benth.
- Dimorphandra pennigera Tul.
- Dimorphandra polyandra Benoist
- Dimorphandra pullei Amshoff
- Dimorphandra unijuga Tul.
- Dimorphandra urubuensis Ducke
- Dimorphandra vernicosa Spruce ex Benth. & Hook.f.
- Dimorphandra williamii M.F.Silva
- Dimorphandra wilsonii Rizzini

Selon Tropicos (23 mai 2022) (Attention liste brute contenant possiblement des synonymes) :
- Dimorphandra biretusa Tul., 1844
- Dimorphandra campinarum Ducke, 1925
- Dimorphandra caudata Ducke, 1925
- Dimorphandra coccinea Ducke, 1935
- Dimorphandra congestiflora Sprague & Sandwith, 1932
- Dimorphandra conjugata (Splitg.) Sandwith, 1932
- Dimorphandra cuprea Sprague & Sandwith, 1932
- Dimorphandra davisii Sprague & Sandwith, 1932
- Dimorphandra dissimilis R.S. Cowan, 1961
- Dimorphandra ekmanii Urb., 1927
- Dimorphandra exaltata Schott, 1827
- Dimorphandra excelsa (Benth.) Baill., 1870
- Dimorphandra ferruginea Ducke, 1935
- Dimorphandra foldatsii Cowan, 1961
- Dimorphandra gardneriana Tul., 1844
- Dimorphandra gigantea Ducke, 1935
- Dimorphandra glabrifolia Ducke, 1935
- Dimorphandra gonggrijpii Kleinhoonte, 1926
- Dimorphandra guianensis (Schomburgk ex Benth. & Hook. f.) Baill., 1870
- Dimorphandra hohenkerkii Sprague & Sandwith, 1932
- Dimorphandra ignea Ducke, 1935
- Dimorphandra jorgei M.F. Silva, 1981
- Dimorphandra latifolia Tul., 1844
- Dimorphandra loretensis M.F. Silva, 1981
- Dimorphandra macrostachya Benth., 1840
- Dimorphandra macrostachya Ducke, 1925
- Dimorphandra mari Pittier, 1957
- Dimorphandra mediocris Ducke, 1938
- Dimorphandra megacarpa Rolfe, 1894
- Dimorphandra megistosperma Pittier, 1915
- Dimorphandra mollis Benth., 1840
- Dimorphandra mora Benth. & Hook. f., 1867
- Dimorphandra mora R.H. Schomb. ex Benth., 1839
- Dimorphandra multiflora Ducke, 1922
- Dimorphandra oleifera Triana ex Hemsl., 1880
- Dimorphandra oleifera Triana ex Hemsl., 1885
- Dimorphandra paraensis Ducke, 1915
- Dimorphandra parviflora Spruce ex Benth., 1870
- Dimorphandra pennigera Tul., 1844
- Dimorphandra polyandra Benoist, 1916
- Dimorphandra pullei Amshoff, 1939
- Dimorphandra speciosa Spruce ex Benth., 1870
- Dimorphandra unijuga Tul., 1844
- Dimorphandra urubuensis Ducke, 1944
- Dimorphandra velutina Ducke, 1915
- Dimorphandra vernicosa Spruce ex Benth., 1865
- Dimorphandra williamii M.F. Silva, 1981
- Dimorphandra wilsonii Rizzini, 1969

Selon The Plant List (7 novembre 2018) :
- Dimorphandra campinarum Ducke
- Dimorphandra caudata Ducke
- Dimorphandra coccinea Ducke
- Dimorphandra conjugata (Splitg.) Sandwith
- Dimorphandra cuprea Sprague & Sandwith
- Dimorphandra davisii Sprague & Sandwith
- Dimorphandra dissimilis Cowan
- Dimorphandra exaltata Schott
- Dimorphandra gardneriana Tul.
- Dimorphandra gigantea Ducke
- Dimorphandra ignea Ducke
- Dimorphandra jorgei M.F.Silva
- Dimorphandra loretensis M.F.Silva
- Dimorphandra macrostachya Benth.
- Dimorphandra mediocris Ducke
- Dimorphandra mollis Benth.
- Dimorphandra multiflora Ducke
- Dimorphandra parviflora Benth.
- Dimorphandra pennigera Tul.
- Dimorphandra polyandra Benoist
- Dimorphandra pullei Amshoff
- Dimorphandra unijuga Tul.
- Dimorphandra urubuensis Ducke
- Dimorphandra vernicosa Benth.
- Dimorphandra williamii M.F.Silva
- Dimorphandra wilsonii Rizzini